# Mount Pulitzer
Mount Pulitzer ist ein markanter und 2155 m hoher Berg im Marie-Byrd-Land. Im Königin-Maud-Gebirge ragt er 11 km nordöstlich des Mount Griffith aus einer erhöhten Ebene zwischen dem Koerwitz-Gletscher und dem Vaughan-Gletscher auf.
Entdeckt wurde er im Dezember 1934 durch die geologische Mannschaft um Quin Blackburn (1900–1981) bei der zweiten Antarktisexpedition (1933–1935) des US-amerikanischen Polarforschers Richard Evelyn Byrd. Namensgeber ist der US-amerikanische Zeitungsverleger Joseph Pulitzer (1885–1955), der zu den Sponsoren dieser und Byrds erster Antarktisexpedition (1928–1930) gehörte.